# Lola Cars

Lola Cars (ou Lola Racing voire Lola Racing Cars) est un constructeur automobile britannique, fondé en 1958 par Eric Broadley.
Spécialisé dans la conception et la construction de voitures de course dans son usine basée à Huntingdon, près de Cambridge, Lola a brillé dans de multiples disciplines du sport automobile (Champ Car, Formule 3000, Endurance).
Lola compte également plusieurs années de présence en Formule 1, en tant qu'écurie propre (MasterCard Lola, qui n'a pris part qu'à une seule course de la saison 1997 de Formule 1) ou en tant que partenaire pour des écuries « clientes » (Larrousse, Scuderia Italia).

## Historique

### Formule 1

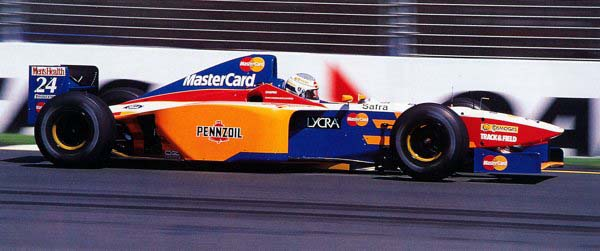
La Lola T97/30 de 1997

Après avoir fourni des châssis à de nombreuses écuries (dont Larrousse) durant des années, Broadley décide de fonder sa propre écurie, fruit d'années de développements. Un prototype de châssis est testé une première fois en 1995 avec Allan McNish et, fin 1996, Broadley annonce l'entrée en lice prochaine de l'écurie. Les débuts en compétition de cette dernière sont initialement prévus pour 1998, mais son sponsor principal, MasterCard, la contraint à s'engager un an plus tôt, en 1997.
La tentative est loin d'être un succès pour le fondateur Eric Broadley, à tel point que l'écurie n'apparaît parfois même pas dans les listes d'engagements de cette saison 1997. Le châssis Lola, baptisé T97/30, repose principalement sur la technologie issue de l'IndyCar et n'a été que très peu testé sur piste et jamais en soufflerie. Vincenzo Sospiri et Ricardo Rosset sont engagés comme pilotes et resteront les grandes victimes du projet. Lorsque la monoplace est engagée au Grand Prix d'Australie 1997, le manque criant de symétrie de la voiture apparaît comme un spectacle désolant. Sospiri et Rosset n'arriveront pas à se qualifier, échouant à respectivement 11,6 et 12,7 du poleman, 5 et 7 secondes du temps minimum réglementaire de 107 %. Les sponsors se retireront après cet unique engagement.
Le 26 mars 1997, le mercredi précédant le Grand Prix du Brésil, Lola annonce son retrait du Grand Prix à cause de « problèmes techniques et financiers ». Le personnel de Lola, qui avait déjà effectué le voyage à Interlagos, rentrera au siège de l'écurie à Huntingdon, en Angleterre. Peu de temps après, Lola se retire définitivement du championnat.
L'écurie laissera, malgré son existence éphémère, une dette de 6 millions de livres sterling (7,5 millions d'euros). L'entreprise est placée sous administration judiciaire quelques semaines plus tard. L'entrepreneur irlandais Martin Birrane la rachète en 1998 et supervise son redressement.

## Reprise des activités (1998-2012)

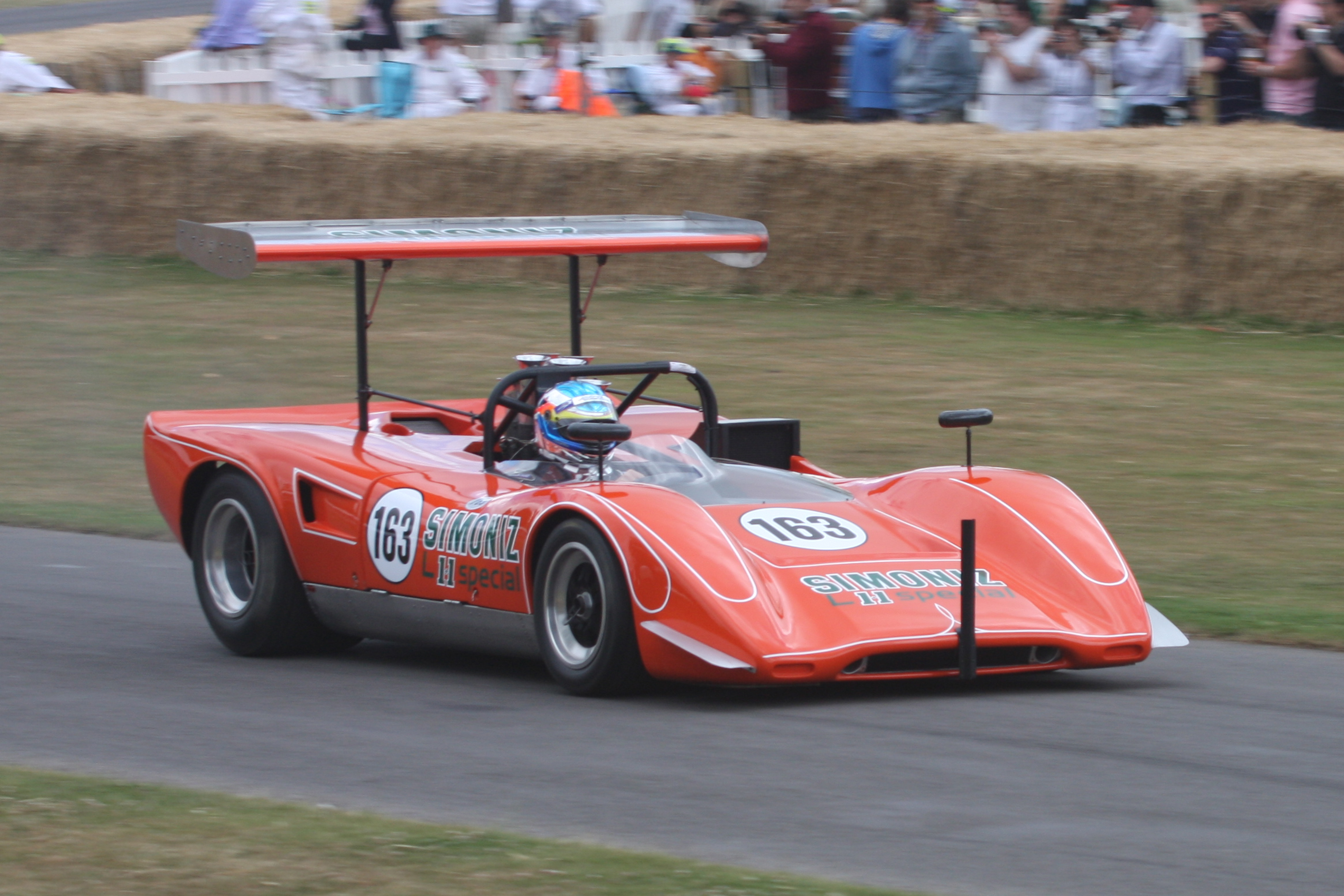
Une Lola-Chevrolet T163 de 1969

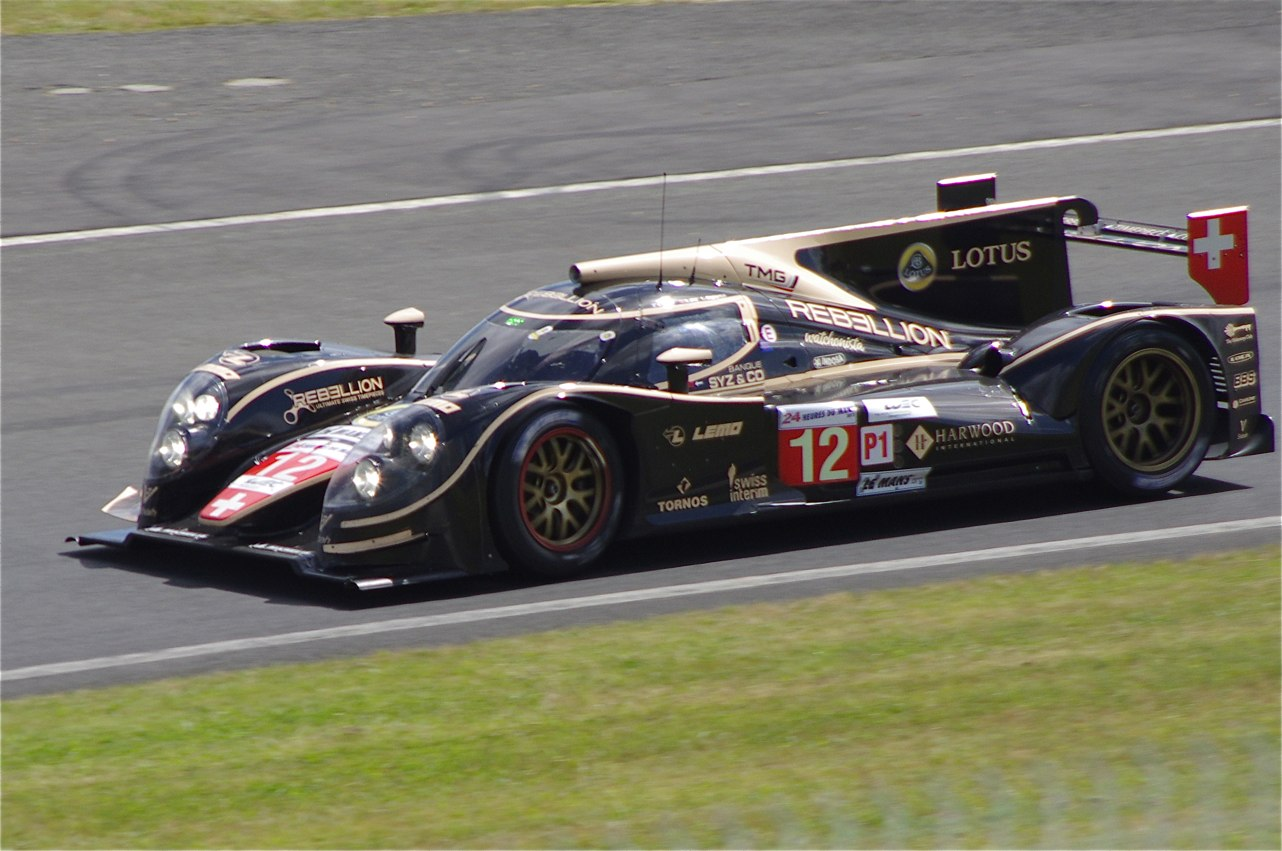
La Lola-Toyota B12/60-Toyota au 24 Heures du Mans 2012

Martin Birrane va investir fortement et ramène Lola dans le championnat américain Champ Car. La marque remporte sept victoires en 2000, dix en 2001, 16 en 2002 et 17 en 2003. De 2004 à 2007, Sébastien Bourdais gagnera quatre titres d'affilée avec un châssis Lola. La société construit des monoplaces école, des Formule 3, les monoplaces A1 Grand Prix (trois premières saisons, de 2005 à 2008) et des voitures pour le championnat Grand-Am, mais aussi des châssis LMP1 et LMP2 en partenariat avec des constructeurs comme Nissan, MG, Honda, Aston Martin, Dyson et d'autres. Les châssis Lola ont remporté cinq fois la catégorie LMP2 aux 24 Heures du Mans depuis 2000 et remporteront les titres LMP1 et LMP2 des American Le Mans Series 2011.
Le 29 mai 2009 le constructeur Lola se porte officiellement candidat au championnat du monde 2010 de Formule 1. Encouragée par les changements apportés au règlement 2010 l'écurie décide de retenter sa chance en F1 treize ans après la double non-qualification de 1997 mais sa candidature n'est pas retenue par la FIA.
Confronté à la quasi hégémonie du constructeur de châssis italien Dallara sur le marché de la monoplace, Lola tentera de diversifier ses activités avec Lola Composites, qui se tourne vers l'industrie de la défense (drones etc.), l'aérospatial, et le domaine des énergies renouvelables (éoliennes).

## Faillite puis rachat
Le 5 octobre 2012, fortement endettée et alors qu'elle était en liquidation judiciaire, Lola Cars cesse définitivement ses activités. La branche Lola Composites continue néanmoins en attendant un repreneur.
En 2017, bien qu'elle ne participe plus à la fabrication de voitures de course, Lola utilise toujours sa soufflerie pour le compte de diverses entreprises comme : Scania Trucks, Airbus et l'écurie suisse Rebellion Racing. En outre, de nombreuses écuries de Formule 1 l'utilisent encore. Pour Martin Birrane, le rachat a été un succès : « J’ai acheté Lola Cars à un moment où il fallait injecter beaucoup d’argent. J’ai fait l’investissement nécessaire pour reconstruire Lola et ramener la marque parmi les leaders de la compétition automobile en Angleterre et en faire une entreprise pérenne. Nous nous sommes développés dans la fabrication de composites pour l’aérospatiale, en défense et dans l’automobile. Le Lola Technical Centre a fourni des services dans ces domaines ». Ce dernier permet de réaliser divers essais dynamiques pour des voitures de courses.

## Résultats en championnat du monde de Formule 1
| Saison | Écurie               | Châssis     | Moteur              | Pneus    | Pilotes                         | Grands Prix disputés | Points inscrits | Classement |
| ------ | -------------------- | ----------- | ------------------- | -------- | ------------------------------- | -------------------- | --------------- | ---------- |
| 1997   | MasterCard Lola Ford | Lola T97/30 | Ford-Cosworh V8 ED4 | Goodyear | Vincenzo Sospiri Ricardo Rosset | 0 (2 engagements)    | 0               | Non classé |

| Saison | Écurie               | Châssis     | Moteur               | Pneumatiques | Pilotes          | Courses | Courses | Courses | Courses | Courses | Courses | Courses | Courses | Courses | Courses | Courses | Courses | Courses | Courses | Courses | Courses | Courses | Points inscrits | Classement |
| Saison | Écurie               | Châssis     | Moteur               | Pneumatiques | Pilotes          | 1       | 2       | 3       | 4       | 5       | 6       | 7       | 8       | 9       | 10      | 11      | 12      | 13      | 14      | 15      | 16      | 17      | Points inscrits | Classement |
| ------ | -------------------- | ----------- | -------------------- | ------------ | ---------------- | ------- | ------- | ------- | ------- | ------- | ------- | ------- | ------- | ------- | ------- | ------- | ------- | ------- | ------- | ------- | ------- | ------- | --------------- | ---------- |
| 1997   | MasterCard Lola Ford | Lola T97/30 | Ford-Cosworth V8 ED4 | Bridgestone  |                  | AUS     | BRÉ     | ARG     | SMR     | MON     | ESP     | CAN     | FRA     | GBR     | ALL     | HON     | BEL     | ITA     | AUT     | LUX     | JAP     | EUR     | 0               | Non classé |
| 1997   | MasterCard Lola Ford | Lola T97/30 | Ford-Cosworth V8 ED4 | Bridgestone  | Vincenzo Sospiri | Nq      | Forf    |         |         |         |         |         |         |         |         |         |         |         |         |         |         |         | 0               | Non classé |
| 1997   | MasterCard Lola Ford | Lola T97/30 | Ford-Cosworth V8 ED4 | Bridgestone  | Ricardo Rosset   | Nq      | Forf    |         |         |         |         |         |         |         |         |         |         |         |         |         |         |         | 0               | Non classé |

Légende : ici 
| Saison | Écurie                                    | Châssis              | Moteur        | Pneus     | Pilotes                                                                    | Grands Prix disputés |
| ------ | ----------------------------------------- | -------------------- | ------------- | --------- | -------------------------------------------------------------------------- | -------------------- |
| 1962   | Yeoman Credit Racing Team                 | Lola Mk4 Lola Mk4A   | Climax        | Dunlop    | John Surtees Roy Salvadori                                                 | 9                    |
| 1963   | Reg Parnell Racing                        | Lola Mk4 Lola Mk4A   | Climax        | Dunlop    | Maurice Trintignant Lucien Bianchi Chris Amon Mike Hailwood Masten Gregory | 9                    |
| 1963   | Tim Parnell                               | Lola Mk4             | Climax        | Dunlop    | John Campbell-Jones                                                        | 1                    |
| 1963   | DW Racing Entreprises                     | Lola Mk4             | Climax        | Dunlop    | Bob Anderson                                                               | 2                    |
| 1967   | Bayerische Motoren Werke AG               | Lola T100            | BMW           | Dunlop    | Hubert Hahne                                                               | 1                    |
| 1968   | Bayerische Motoren Werke AG               | Lola T102            | BMW           | Dunlop    | Hubert Hahne                                                               | 1                    |
| 1968   | Escuderia Empressa Nacional Calvo Sotello | Lola T100            | Ford-Cosworth | Dunlop    | Jorge de Bagration                                                         | 1 (0)                |
| 1974   | Embassy Racing with Graham Hill           | Lola T370            | Ford-Cosworth | Firestone | Graham Hill Guy Edwards Rolf Stommelen                                     | 15                   |
| 1975   | Embassy Racing with Graham Hill           | Lola T370 Lola T371  | Ford-Cosworth | Goodyear  | Graham Hill Rolf Stommelen François Migault                                | 4                    |
| 1987   | Larrousse & Calmels F1                    | Lola LC87            | Ford-Cosworth | Goodyear  | Philippe Alliot Yannick Dalmas                                             | 16                   |
| 1988   | Larrousse & Calmels F1                    | Lola LC88            | Ford-Cosworth | Goodyear  | Yannick Dalmas Philippe Alliot Aguri Suzuki Pierre-Henri Raphanel          | 16                   |
| 1989   | Larrousse & Calmels F1 Équipe Larrousse   | Lola LC88B Lola LC89 | Lamborghini   | Goodyear  | Michele Alboreto Philippe Alliot Éric Bernard Yannick Dalmas Aguri Suzuki  | 15                   |
| 1990   | ESPO Larrousse F1                         | Lola LC89B Lola 90   | Lamborghini   | Goodyear  | Éric Bernard Aguri Suzuki                                                  | 16                   |
| 1991   | Larrousse F1                              | Lola 91              | Ford-Cosworth | Goodyear  | Éric Bernard Aguri Suzuki Bertrand Gachot                                  | 15                   |
| 1993   | Lola BMS Scuderia Italia                  | Lola T93/30          | Ferrari       | Goodyear  | Michele Alboreto Luca Badoer                                               | 14                   |